# San Carlos del Valle
San Carlos del Valle est une commune d'Espagne de la province de Ciudad Real dans la communauté autonome de Castille-La Manche.

## Histoire
Bien qu'ils ont trouvé des traces de civilisations préhistoriques, romaines, germaniques, ou peut-être arabe, véritable origine de la ville a ses premières données dans l'ancienne chapelle de Santa Elena, construit au XIIe ou XIIIe siècle, qui se élevaient jusqu'au siècle XVIII sauf un mur semblait peint l'image vénérée de Santo Cristo del Valle.
Au cours du XVIe siècle, le premier établissement permanent de la ville se pose autour de cet ermitage. L'augmentation des pèlerinages à prier le Christ déterminé la Couronne et le Conseil de l'Ordre Militaire de construire une nouvelle chapelle et quelques dépendances de donner un abri aux pèlerins.
Après le travail pendant le règne du roi Philippe V, et a entraîné une augmentation rapide de la population, le réaménagement urbain, qui a eu lieu, et en temps de Carlos III, Pablo de Olavide est devenu nécessaire. Il est totalement ordonné, structure régulière aujourd'hui, ce est parce que les gens en place. Plus tard, en Décembre 1800, le roi Charles IV a publié un privilège charte royale qui a dicté l'indépendance de San Carlos del Valle et devient commune indépendante et autonome tel qu'il est aujourd'hui.

## Administration
| Période                                  | Période | Identité | Étiquette | Qualité |
| ---------------------------------------- | ------- | -------- | --------- | ------- |
|                                          |         |          |           |         |
| Les données manquantes sont à compléter. |         |          |           |         |

## Église de San Carlos del Valle

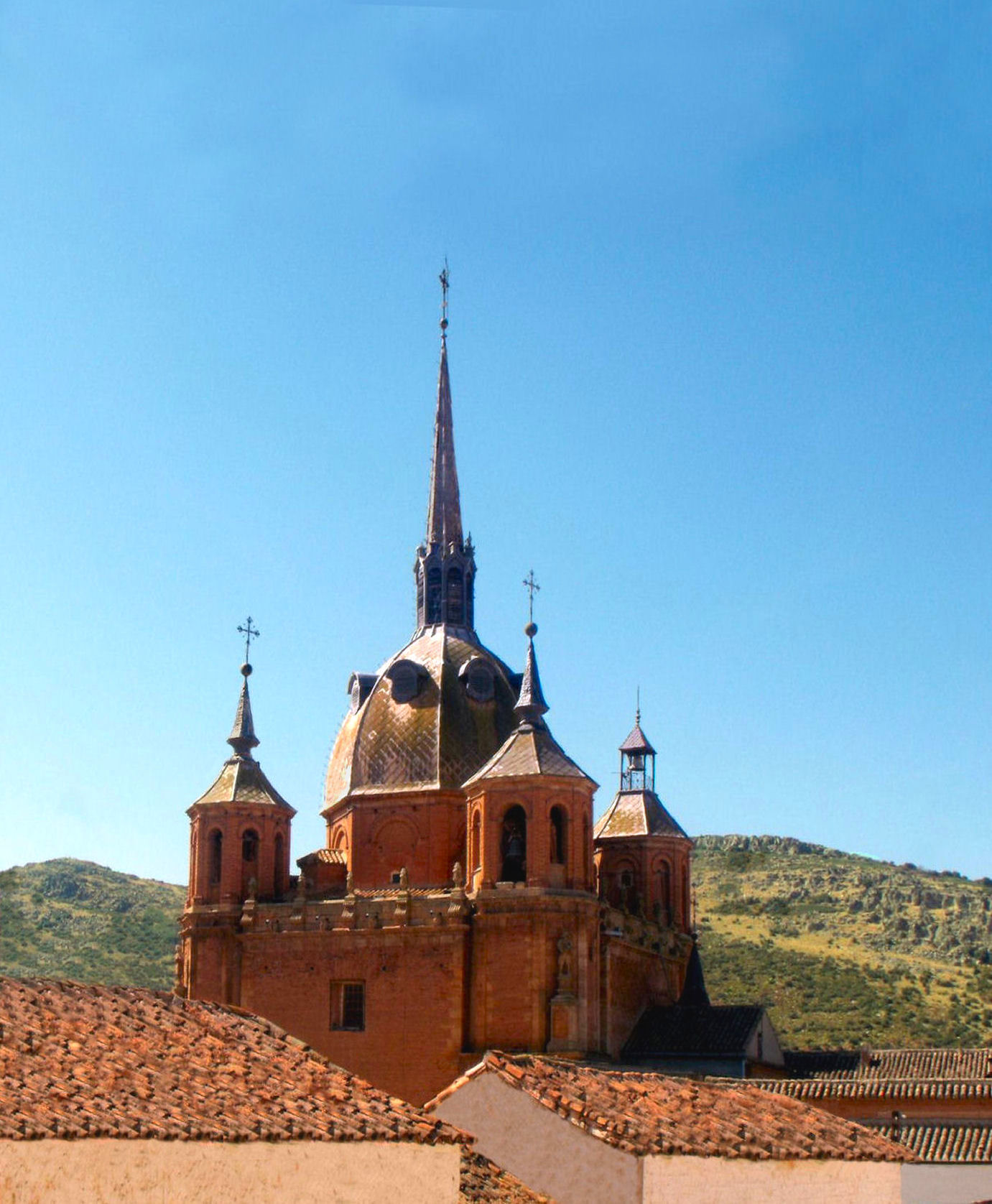
Église de San Carlos del Valle

Située dans l'une des plus belles places de Castilla la Mancha, cette église baroque construite entre 1613 et 1729 ressemble à l'extérieur à la Basilique de Saint-Pierre à Rome. Le temple a quatre tours, chacune surmontée d'un clocher typique de Madrid. Au centre, une grande coupole centrale recouverte d'une haute flèche qui atteint 50 mètres au-dessus du sol. En 1993, le temple a été déclaré monument national d'intérêt culturel.